# Neuberg (Hesse)
Pour les articles homonymes, voir Neuberg.
Neuberg est une municipalité allemande située dans le land de la Hesse et l'arrondissement de Main-Kinzig. Elle est constituée de deux villages distant d'environ cinq cents mètres : Ravolzhausen et Rüdigheim, entre ces deux parties se trouvent notamment l'école communale, l'Erich-Simborn-Schule, et les terrains de sport de la commune.

## Source
- (de) Cet article est partiellement ou en totalité issu de l’article de Wikipédia en allemand intitulé « Neuberg (Hessen) » (voir la liste des auteurs).